# Castanopsis formosana
Castanopsis formosana là một loài thực vật có hoa trong họ Fagaceae. Loài này được (Skan) Hayata mô tả khoa học đầu tiên năm 1913.